# D.B.C. Pierre

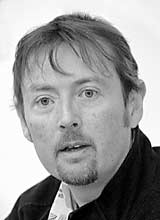
DBC Pierre (2004, Berlin)

DBC Pierre (n. 1961 în Australia) sau Peter Warren Finlay este un scriitor australian.
DBC Pierre semnifică "Pierre, Dirty But Clean" (Pierre, murdar dar curat). În 2003 a câștigat Premiul Booker pentru romanul „Vernon God Little”.